# گورستان ترویکوروفسکوی

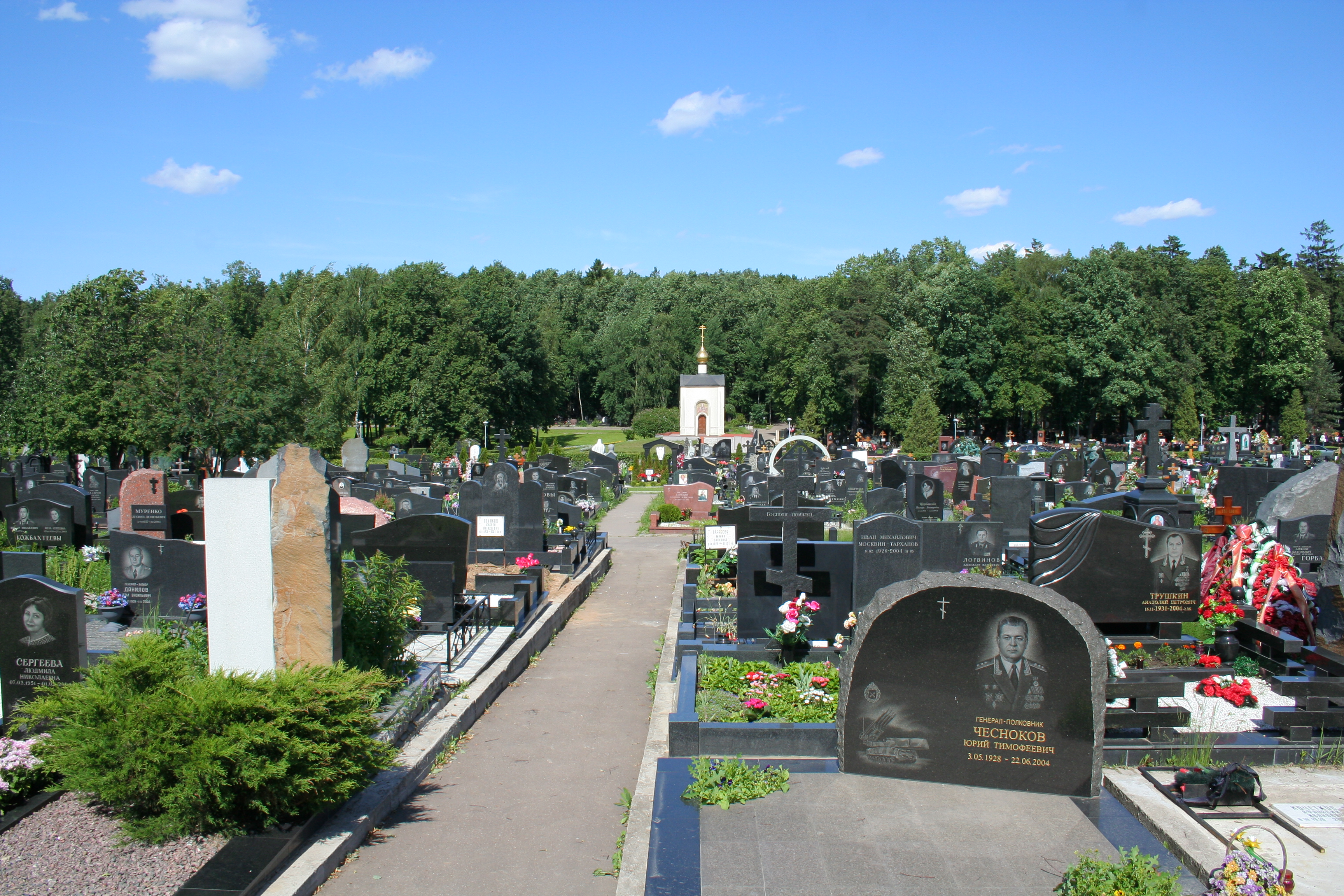
گورستان ترویکوروفسکوی در مسکو

گورستان ترویکوروفسکوی (روسی: Троекуровское кладбище) گورستانی در مسکو، روسیه می‌باشد. گورستان در روستای سابق ترویکوروف در حاشیه غربی شهر مسکو که نام خویش را از خانواده سلطنتی تورویکوروف گرفته است واقع شده‌است.